# قلعه زنجير سفلي (مقاطعة دالاهو)
قلعه‌زنجير سفلي (بالفارسية: قلعه‌زنجیر سفلی) هي قرية تقع في كرمانشاه في إيران. يقدر عدد سكانها بـ 177 نسمة .